# Italó
Italó är en ort i Argentina.   Den ligger i provinsen Córdoba, i den centrala delen av landet, 500 km väster om huvudstaden Buenos Aires. Italó ligger 144 meter över havet och antalet invånare är 1 139.
Terrängen runt Italó är mycket platt. Runt Italó är det mycket glesbefolkat, med 2 invånare per kvadratkilometer..
Trakten runt Italó består till största delen av jordbruksmark.